# ŠRC Katarina
 ŠRC Katarina je stadion v Ankaranu in je matični stadion Nogometnega kluba Ankaran Hrvatini.